# Henri Focillon
Henri Focillon (Dijon, 7 de septiembre de 1881 - New Haven, 3 de marzo de 1943) fue un historiador del arte francés, especialista en la Edad Media. Tuvo una sólida formación clásica y humanística, manifestando pronto una decidida vocación por la Historia del Arte.
Sus aportaciones teóricas resultan fundamentales dentro de la historiografía artística, ya que junto al historiador Wölfflin es uno de los principales introductores del método de análisis formalista. Entre sus obras, destacan Piranesi (1918), Hokusai (1924), El arte de los escultores románicos (1931), La vida de las formas (1934), El arte de Occidente (1938) y El año mil (1942).

## Biografía
Focillon renovó los estudios de su especialidad al unir una sólida preparación arqueológica a un riguroso análisis estético y un profundo estudio de las formas artísticas. Su tesis doctoral versó sobre la obra de Giovanni Piranesi y el grabado del siglo XVIII en Venecia y Roma. El inicio de su magisterio lo hizo en Lyon, en cuya cátedra de arte moderno sustituyó a E. Bertaux. Desde sus cátedras de la Sorbona (1925), del Collège de France (1938) y de la Universidad de Yale, en EE. UU. (desde 1939), donde partió obligado por la Segunda Guerra Mundial, ejerció gran influencia en un gran conjunto de posteriores historiadores entre los que destacan George Kubler.

## Obra
Henri Focillon, en la Vie des Formes, recoge las leyes biológicas de Spengler y percibe las formas artísticas sometidas a un proceso de desarrollo biológico con fases de infancia, madurez y senectud. Para Focillon los estilos evolucionan siguiendo un desarrollo, que desde el método de investigación formalista, se divide en cuatro fases: Preclásico, Clásico, Manierismo y Barroco. 
Entre sus obras, la que mayor influencia ejerció en el campo de los estudios de Historia del Arte fue La escultura románica. Investigaciones sobre la historia de las formas. De la misma generación que Roberto Longhi y Arnold Hauser, H. Focillon traza en este estudio la base metodológica del análisis formal del arte, entendiendo este análisis como debate de cinco parámetros fundamentales: formas, espacio, materia, espíritu, tiempo.
En El año mil, Focillon plantea una crisis milenarista que debió envolver a Europa a finales del siglo X y que tuvo como repercusión una iconografía apocalíptica y una profunda religiosidad. Ésta fue causada por el miedo que anticipa el libro de San Juan que profetiza que en mil años había de suceder el Apocalipsis.

## Ley de adaptación al marco y Ley del esquema geométrico
Destaca la enunciación de dos leyes fundamentales para la crítica del arte medieval. 
- La Ley de adaptación al marco, sostiene que la escena escultórica se adapta sin reparos al propio espacio que la arquitectura había dejado a tal fin, ya sean tímpanos, arquivoltas o capiteles. Hemos de relacionar este hecho con la visión neoplatónica que del arte tiene la Edad Media, sobre todo la escolástica y San Agustín, que piensan que representar el mundo sensible es un veleidad herética, ya que todo lo sensible no es más que un engaño a nuestros ojos.
- La segunda norma que propone Focillon es el sometimiento a un esquema geométrico, de manera que las escenas quedan siempre encuadradas en marcos o esquemas que responden a formas geométricas sencillas.

Todo esto debe ser entendido como una consecuencia de imitar modelos artísticos, sobre todo persas y bizantinos, y no de una experimentación sobre el modelo natural que será lo que hagan los artistas góticos. Así en el románico, no se producen las obras para un goce sensible, sino que se trata de incidir sobre el intelecto a través de esquemas racionales.
Si el método iconológico patrocinado por Erwin Panofsky se interesaba por el significado literario del arte y el sociológico por las relaciones de dependencia entre el arte y su contexto con la escultura románica, Focillon propone resaltar los valores que son propios y exclusivos de las artes plásticas. Con ello la historia del arte deja de ser una ciencia auxiliar de la historia, de la literatura o de la sociología para convertirse en una verdadera ciencia de las formas. 
Los historiadores del Arte que prolongan su tendencia formalista son: Roger Fry, Clive Bell y Bernard Berenson.

## Obras
- Giovanni-battista Piranesi (1918)
- L'art bouddhique, Coll. Art et Religion, París, Henri Laurens Editeur (1921)
- Hokusai (1924)
- La peinture au XIXe et XXe siècles (1927-1928)
- De Callot à Lautrec. Perspectives de l’art français
- L'art bouddhique, París, Henri Laurens Editeur, Col. Art et Religion (1921)
- Maitres de l'estampe. Paris, Henri Laurens Editeur. (1930)
- Art des sculpteurs romans (1932)
- Art d'occident 1: Moyen Âge roman et gothique
- Art d'occident 2: Moyen Âge gothique (1938)
- Moyen Age. Survivances et réveils (1943)
- El año mil. Ediciones Altaya. 1997. ISBN 978-84-487-0730-9.
- Arte de Occidente: la Edad Media románica y gótica. Alianza Editorial. 1988. ISBN 978-84-206-7069-0.
- La escultura románica: investigaciones sobre la historia de las formas. Ediciones Akal. 1986. ISBN 978-84-7600-150-9.
- La vida de las formas y elogio de la mano. Xarait Libros. 1983. ISBN 978-84-85434-19-0.